# Cameron Karwowski
Pour les articles homonymes, voir Karwowski.
Cameron Karwowski (né le 3 avril 1991 à Whangarei) est un coureur cycliste néo-zélandais, évoluant à la fois sur la route et sur la piste. 

## Palmarès sur route

### Par années
- 2008

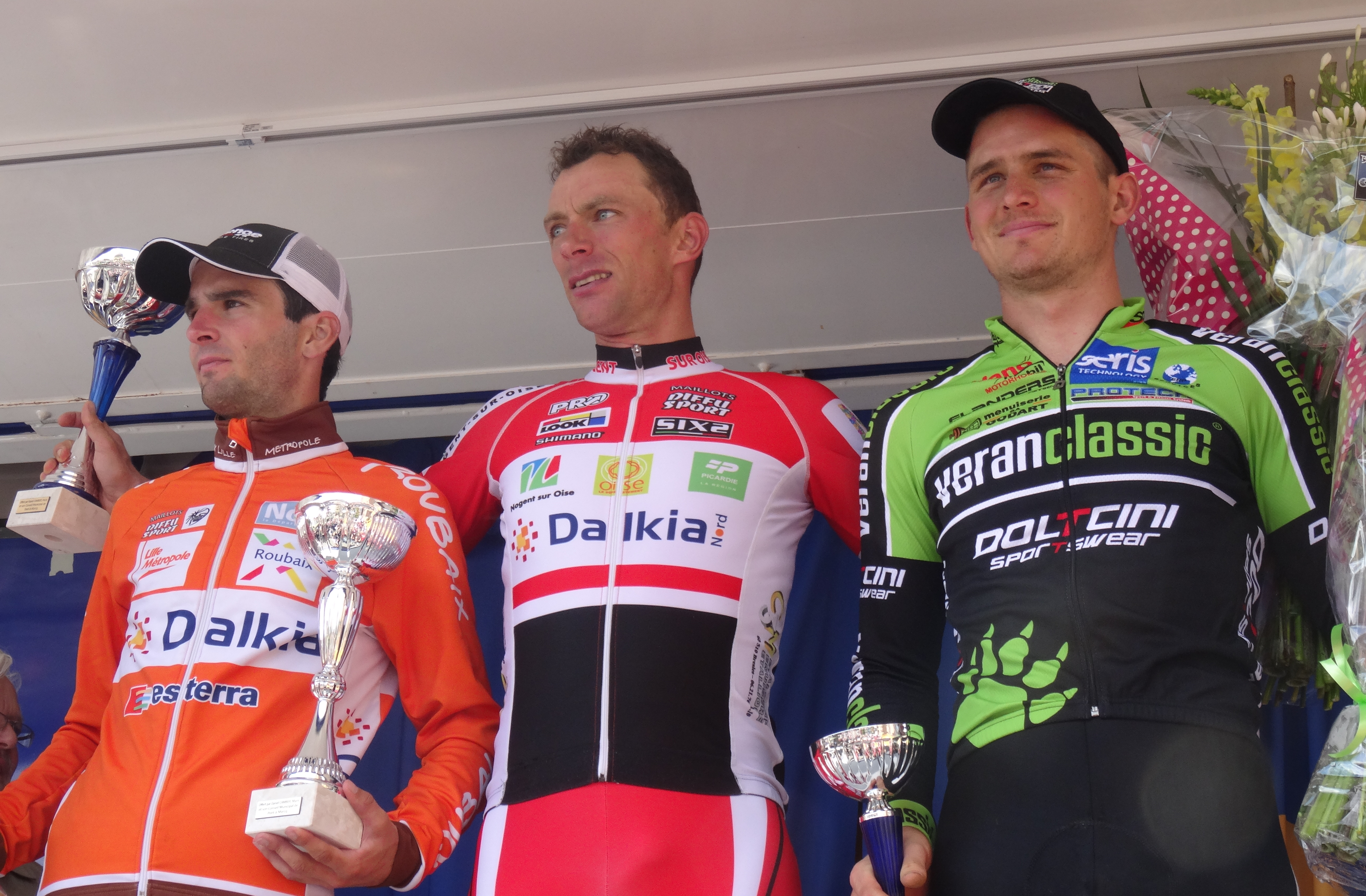
Podium de l'édition 2014 de la Ronde pévéloise : Baptiste Planckaert (2e), Benoît Daeninck (1er) et Cameron Karwowski (3e).

  - 3e étape du Brian Hartford Mini-Tour
  - 3e du Brian Hartford Mini-Tour
- 2010
  - 6e étape des Benchmark Homes Series
- 2012
  - Prologue du Tour de Southland (contre-la-montre par équipes)
- 2014
  - 1re étape des Benchmark Homes Series
  - 3e de la Ronde pévéloise[1]

### Classements mondiaux
| Année                                 | 2014 |
| ------------------------------------- | ---- |
| UCI Europe Tour                       | 563e |
|                                       |      |
| Légende : nc = non classéSource : UCI |      |

## Palmarès sur piste

### Coupe du monde
- 2014-2015
  - 2e de la poursuite par équipes à Londres
- 2015-2016 
  - 2e de la poursuite par équipes à Cambridge

### Championnats du monde juniors
- 2009
  -  Champion du monde de vitesse par équipes juniors (avec Ethan Mitchell et Sam Webster)

### Championnats d'Océanie
| Édition / Épreuve | Kilomètre | Poursuite par équipes | Américaine              | Omnium |
| 2010              | Bronze    | Argent                |                         |        |
| 2011              |           | Bronze                |                         |        |
| 2012              | Argent    | Argent                |                         | Bronze |
| 2015              |           |                       | Or (avec Nick Kergozou) |        |

### Championnats de Nouvelle-Zélande
- 2012
  -  Champion de Nouvelle-Zélande du kilomètre
- 2013
  - 2e du championnat de Nouvelle-Zélande de poursuite par équipes
  - 2e du championnat de Nouvelle-Zélande de l'américaine
  - 3e du championnat de Nouvelle-Zélande du kilomètre
- 2014
  - 3e du championnat de Nouvelle-Zélande du kilomètre